# Gonarpura
Gonarpura (nep. गोनारपुरा) – gaun wikas samiti w środkowej części Nepalu w strefie Dźanakpur w dystrykcie Mahottari. Według nepalskiego spisu powszechnego z 2001 roku liczył on 1279 gospodarstw domowych i 7118 mieszkańców (3371 kobiet i 3747 mężczyzn).